# El programador pragmático
El programador pragmático: De aprendiz a maestro (1999) es un libro sobre programación informática e ingeniería de software, escrito por Andrew Hunt y David Thomas.
Se utiliza como libro de texto en cursos universitarios relacionados. Fue el primero de una serie de libros bajo la etiqueta The Pragmatic Bookshelf. Una segunda edición, El programador pragmático: Viaje a la Maestría, se publicó en 2019 para el vigésimo aniversario del libro. Presenta los cambios en la industria en los últimos veinte años.
El libro no presenta una teoría sistemática, sino una colección de consejos para mejorar el proceso de desarrollo de manera pragmática. Según los autores, para ser un programador pragmático debes tener una rápida adaptación, curiosidad y pensamiento crítico, realismo y ser un experto en todos los oficios.
El libro utiliza analogías y cuentos para presentar metodologías de desarrollo y advertencias. Por ejemplo, la teoría de las ventanas rotas, la historia de la sopa de piedra o la rana hirviendo. Algunos conceptos fueron nombrados o popularizados en el libro No te repitas (en inglés, DRY o Don't Repeat Yourself) y la depuración del patito de goma, un método de depuración cuyo nombre es una referencia a una historia del libro.

## Publicaciones
- Hunt, A. y Thomas, D. (1999). El programador pragmático. Addison Wesley. ISBN 0-201-61622-X .
- Hunt, A. y Thomas, D. (2019). El programador pragmático, edición del vigésimo aniversario. Addison Wesley,ISBN 978-0135957059 .